# Durk
Durk (holl. durk, kölrum) är golv i fartyg och fritidsbåtar. Förvaringsplats i örlogsfartyg eller kustartilleri-pjäsplats för till exempel krut eller ammunition. 